# Acremonium cinnabarinum
Acremonium cinnabarinum är en svampart som beskrevs av Sartory & R. Sartory 1943. Acremonium cinnabarinum ingår i släktet Acremonium, ordningen köttkärnsvampar, klassen Sordariomycetes, divisionen sporsäcksvampar och riket svampar.   Inga underarter finns listade i Catalogue of Life.